# 共爱学园前桥国际大学短期大学部
共爱学园前橋國際大學短期大学部（日语：*）是一所位于日本群马县前桥市的私立短期大学。2021年，該校改由共愛學園經營，改為現名。

## 概要

### 简介
- 学校最早可以追溯到1933年[1]、短期大学为于1965年开办[1]、由学校法人平方学园经营。开始招収男学生从1999年[1]。

### 历史
- 1965年 明和女子短期大学成立家政科（社会福利专攻、护理福利专攻）[1][2]。
- 1999年 改校名为明和学园短期大学、开始招収男学生[1]。家政科变更为生活学科[1]。
- 2000年 生活学科分离为两个专攻即生活学专攻、营养专攻[1]。
- 2006年 生活学专攻招生最后[2]。
- 2007年 儿童专攻成立[1]。
- 2008年 今年3月31日生活学专攻停办[2]。

### 宪章
- 请参看明和学园短期大学的标志 （日語） 2014年1月16日阅览。

## 学校环境
- 校区：在群马县前桥市

## 历任校长
- 平方金七：第一代短期大学校长[3]。
- 樱井直纪：现在短期大学校长[4]

## 组织

### 学科
- 生活学科
  - 生活专攻[注 1]
  - 营养专攻
  - 儿童专攻

### 专科
| - 没有 |

### 业余课程
| - 没有 |

### 附属学校
| - 专门学校：前幼儿园教员培养所。停止招生于2007年。 |

## 相关链接
- 日本短期大学列表